# Alfred Hubert Regout
Alfred Hubert Regout, ook wel Alfred (I) Regout (Maastricht, 14 augustus 1858 – Spa, 21 juli 1935), was een Nederlands ondernemer. Hij was afdelingshoofd in de glas- en aardewerkfabrieken Petrus Regout & Co. en vervolgens oprichter-directeur van de vloertegelfabriek Alfred Regout & Co. (Rema). Eind 19e eeuw verwierf hij Kasteel Rijckholt.

## Biografische schets

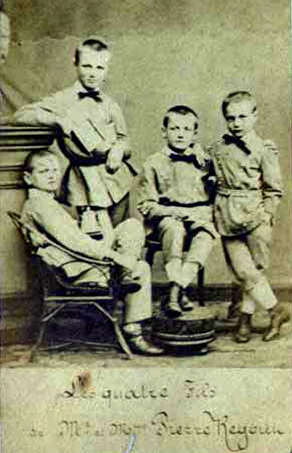
Kinderen Regout-Polis, ca. 1865. De tweede van rechts is de ca. 7-jarige Alfred

Alfred Regout was een telg uit de bekende Maastrichtse fabrikantenfamilie Regout. Hij was het vijfde van tien kinderen (allemaal zonen) van Petrus Alexander Hubertus ("Petrus (II) ') Regout (1828-1897) en Gertrudis Hubertina Amelia ("Amélie") Polis (1830-1904). Als kind beleefde hij van nabij de razendsnelle expansie van het door zijn grootvader Petrus (I) Regout gestichte  industriële imperium, dat vanaf 1878 door zijn vader en ooms geleid werd.
Omstreeks 1876 trad Alfred Regout in dienst bij De Sphinx, toen nog C.V. Kristal-, Glas- en Aardewerkfabrieken Petrus Regout & Co. geheten. Daar maakte hij jarenlang van nabij mee hoe het bedrijf functioneerde. Bovendien zag hij hoe zijn oom Louis (I), samen met zijn zoon Louis (II), in 1883 een nieuwe porseleinfabriek oprichtte, de latere Mosa. Mogelijk stimuleerde dat zijn ondernemingsdrang om ook zelf een bedrijf te beginnen.
In 1888 was het zover en werd de vloertegelfabriek Alfred Regout & Co. opgericht, de eerste fabriek in Nederland waar vloertegels in perstechniek werden geproduceerd. In de handelscatalogi van rond 1900 worden de kwalitatieve eigenschappen van geperste keramische vloertegels aangeprezen als "hardgebakken vloertegels". Volgens de genealogie van de familie was Emile Hubert Regout (1860-1905), de oudste zoon van Louis (I), mede-oprichter. Het is opvallend dat de nieuwe fabriek getolereerd werd door het 'moederbedrijf', doordat het zich op een afwijkend product richtte, terwijl dat enkele jaren later bij de oprichting van de aardewerkfabriek van Frederik Regout niet het geval was. Later gingen zowel De Sphinx als Mosa wandtegels produceren, wat tot wrevel leidde en uiteindelijk tot het terugtrekken van Louis (I) uit het moederbedrijf. In 1913 telde de fabriek van Alfred, in de volksmond "'t steinsjesfebrik", 125 arbeiders. Waarschijnlijk werd de commanditaire vennootschap kort daarna (1927?) omgezet in een naamloze vennootschap, de N.V. Rema v/h Alfred Regout Vloertegelfabriek, waarbij Rema staat voor 'Regout Maastricht'.

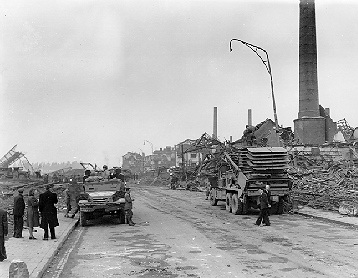
De verwoeste tegelfabriek in 1944

Alfred bleef tot op hoge leeftijd actief in het bedrijf, daarbij bijgestaan door zijn zonen Alfred (1888-1982), Prosper (1889-1952) en Emmanuel (1891-1964). Na zijn dood werd de bedrijfsvoering door hen, later ook door (aangetrouwde) kleinzonen, voortgezet. Op 18 augustus 1944 werd de fabriek vrijwel geheel verwoest door een geallieerd bombardement op de Spoorbrug Maastricht, evenals de vlakbij gelegen Zinkwitfabriek en enkele woonbuurten. Een nieuw fabrieksgebouw werd in 1950 in gebruik genomen. Vanaf 1957 ondervond de fabriek toenemende concurrentie van de in dat jaar in bedrijf genomen vloertegelfabriek van de N.V. Porselein en Tegelfabriek Mosa, die al in 1949 vloertegels aan het assortiment had toegevoegd. In 1965 werd de Rema overgenomen door de grotere buurman Mosa, waarmee de vloertegelproductie in Nederland vrijwel in één hand kwam.
In 1887 trouwde de 28-jarige Alfred met de 29-jarige Angèle Stevens. Zij was geboren in het Belgische Marchienne-au-Pont, maar stamde uit een familie van Maastrichtse wapenfabrikanten. Alfreds neef Gustave Regout (1869-1920) zou later eveneens met een dochter van de familie Stevens trouwen en via haar het Kasteel Bethlehem erven. Het is niet zeker waar het gezin van Alfred en Angèle woonde. Van de vijf kinderen werden er twee in Meerssen geboren, twee in Scharn en de jongste in Maastricht. Mogelijk duidt dit op een van de Regout villa's in de omgeving van Kasteel Vaeshartelt (wellicht Klein Vaeshartelt, destijds in de gemeente Meerssen gelegen), en/of Het Goedje (in Scharn, gemeente Heer). Later woonde het gezin op het Kasteel van Rijckholt, waar Angèle in 1899 op 32-jarige leeftijd overleed. Alfred bleef met vijf jonge kinderen achter. Hij hertrouwde niet en overleed in 1935 op 76-jarige leeftijd in Spa. Beiden werden bijgezet in de grafkelder van de familie Regout in Meerssen.

## Nalatenschap
Producten van de vloertegelfabriek van Alfred Regout & Co. komen algemeen voor in gebouwen en woonhuizen in Nederland en daarbuiten. Het Nederlands Tegelmuseum in Otterlo heeft enkele exemplaren opgenomen in de collectie. In het Sociaal Historisch Centrum voor Limburg bevindt zich het bedrijfsarchief van de fabriek (1888-1965).
Van de oorspronkelijke fabriek bleef na het bombardement van 1944 niets over. Van de naoorlogse bedrijfsgebouwen resteert aan de Franciscus Romanusweg 2 het kantoorpand van de Rema, in 1950 ontworpen door Alphons Boosten, en op nr. 2A-B een bedrijfswoning uit 1956 van Theo Boosten. Beide gebouwen zijn gemeentelijke monumenten.
Het Kasteel van Rijckholt werd vanaf eind 19e eeuw bewoond door Alfred en zijn gezin, en daarna door zijn tweede zoon Prospèr. Het zogenaamde jachthuis aan de Kooiestraat kwam in het eerste kwart van de 20e eeuw tot stand, waarschijnlijk in opdracht van Alfred Regout. Het is gebouwd in Chaletstijl met vakwerkelementen. Het gebouw is een rijksmonument.

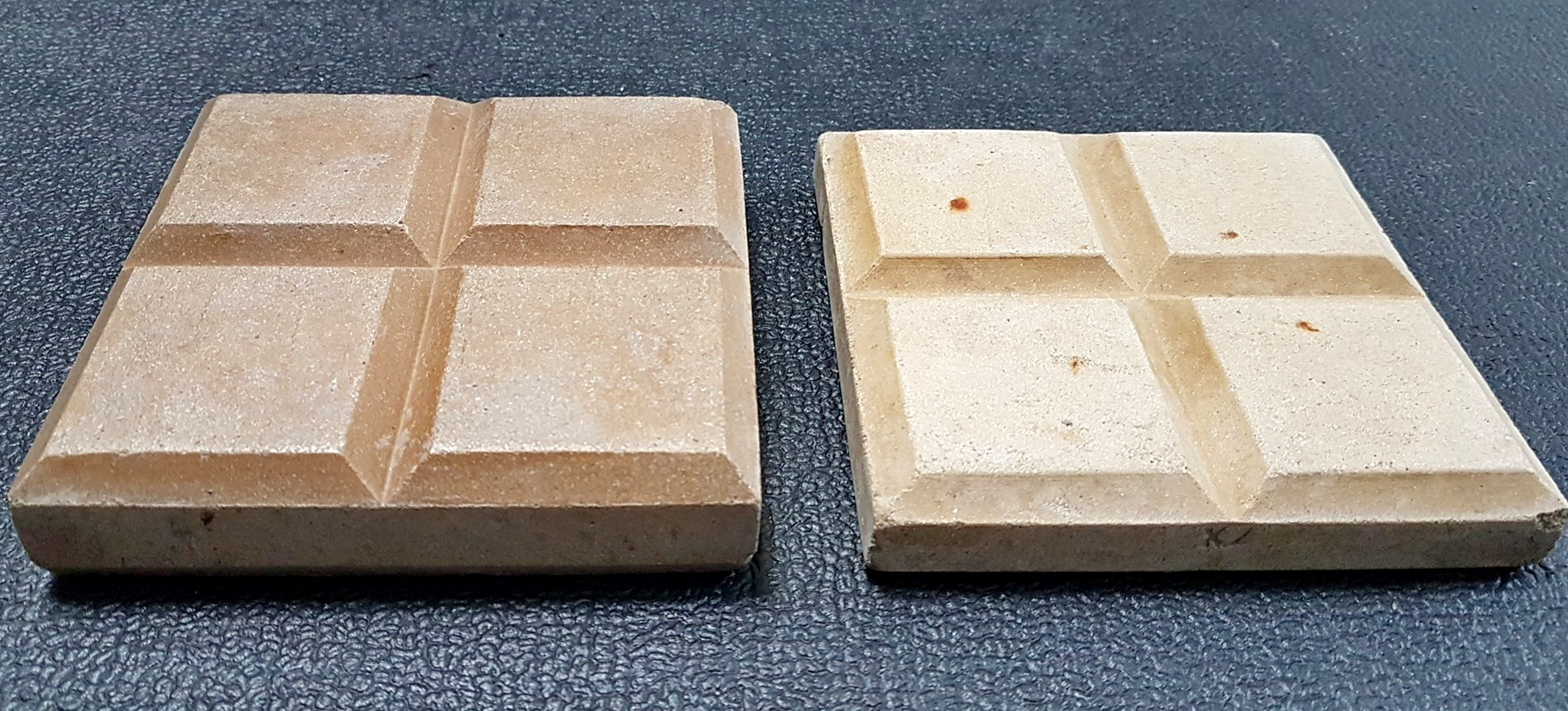
Tegels van verschillende hoogte, Alfred Regout & Co.
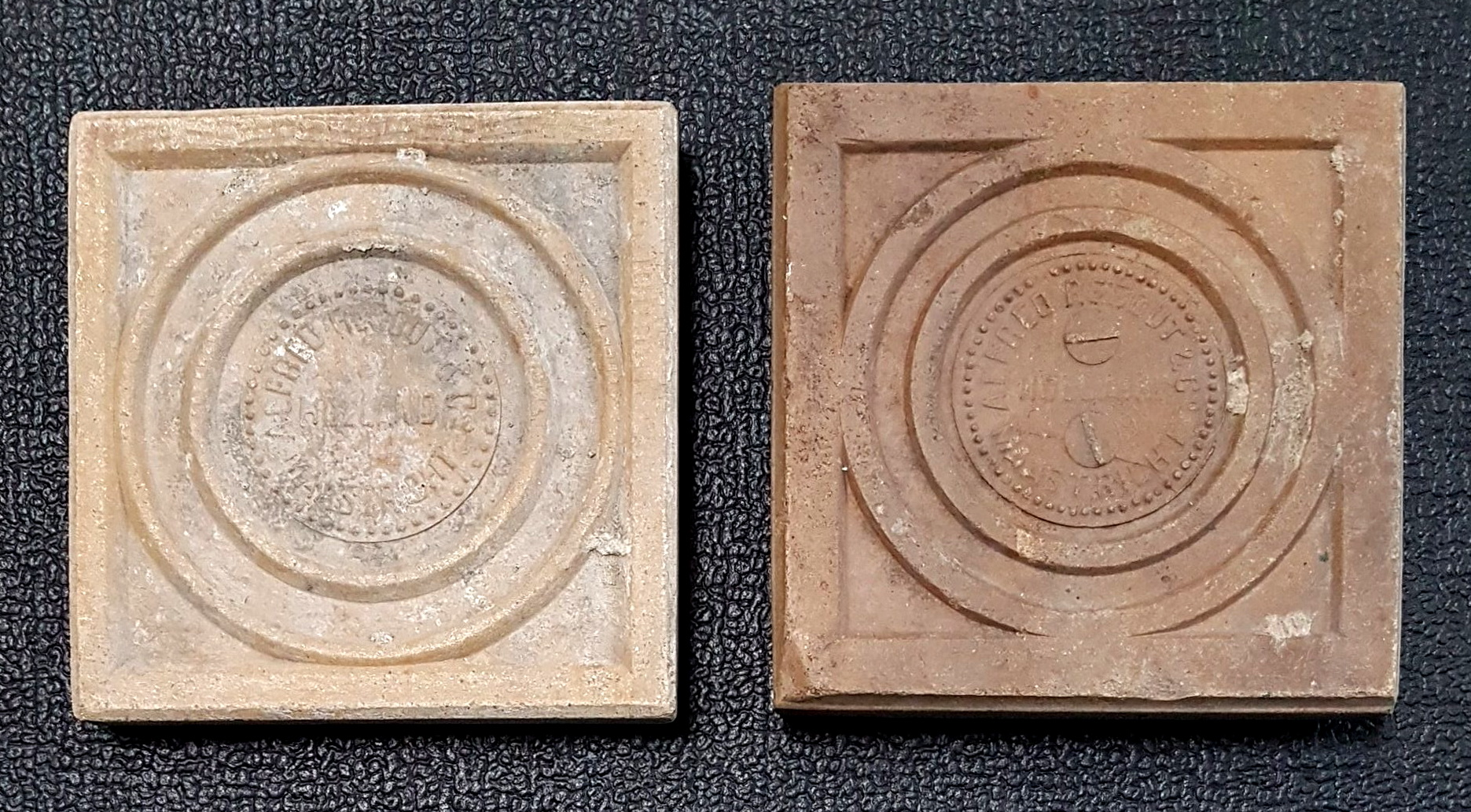
Achterkant tegels, Alfred Regout & Co.
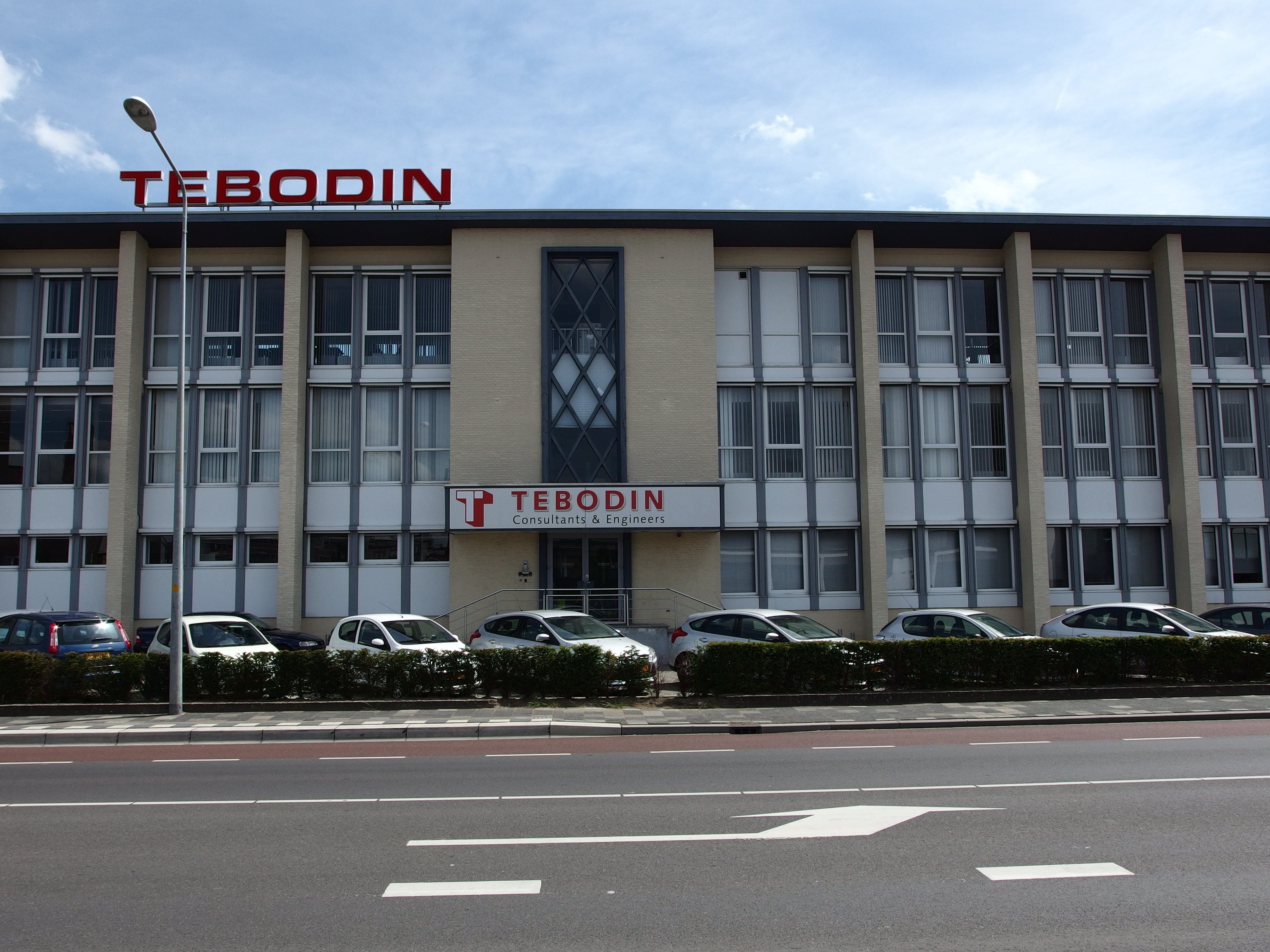
Voormalig kantoor Rema uit 1950
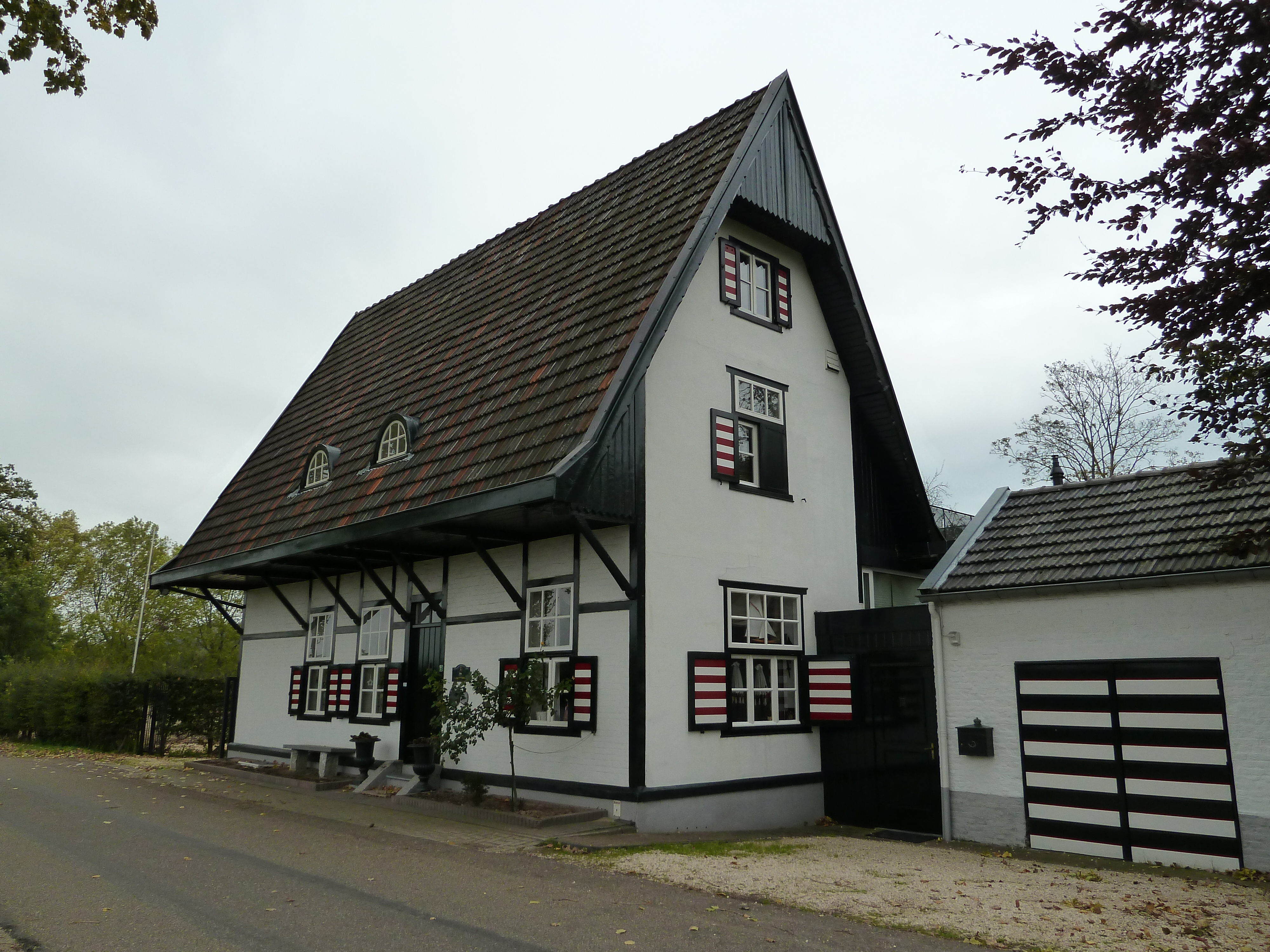
Jachthuis bij Kasteel van Rijckholt

## Nakomelingschap
Alfred Regout trad op 20 juni 1887 te Amby in het huwelijk met Angèle Marie Delphine Gustavine ("Angèle") Stevens (1866-1899), dochter van Emile Jean Lambert Stevens (1832-1873) en Marie Lammens (†1867). Het echtpaar kreeg vijf kinderen, vier jongens en een meisje. De twee oudste zonen traden op 7 december 1909 in Luik tegelijkertijd in het huwelijk met de twee zussen Hacken. Tien jaar later trouwden de twee jongsten eveneens met een broer en zus uit dezelfde familie (De Sauvage), echter niet op dezelfde dag.
1. Alfred Marie ("Alfred II") Regout (1888-1982), van 1935-1971 president-directeur van vloertegelfabriek Rema v/h Alfred Regout & Co., gehuwd met Marthe Alexandrine Laure Hacken (1890-1952), 4 kinderen
2. Prosper Marie Joseph Regout (1889-1952), lid raad van bestuur van vloertegelfabriek Rema v/h Alfred Regout & Co., gehuwd met Madeleine Amélie Laure Marie Hacken (1889-1956), 3 kinderen, bewoner Kasteel van Rijckholt
3. Edgar Marie Joseph ("Kiekien") Regout (1890-1955)
4. Emmanuel Jules Joseph Marie Regout (1891-1964), administrateur van vloertegelfabriek Rema v/h Alfred Regout & Co., gehuwd met Yvonne Jeanne Julie Cornélie Ghislaine de Sauvage, 3 kinderen
5. Angèle Bertha Marie Antoinette Regout (1897-1965), gehuwd met Guy Marie Jules Corneille Ghislain ridder de Sauvage, 4 kinderen.

Een bekende nakomeling (via Alfred (II)) is de Belgische autocoureur Hervé Regout (1952).